# Mahmoud Abdul-Rauf
Mahmoud Abdul-Rauf (ur. jako Chris Wayne Jackson 9 marca 1969 w Gulfport) – amerykański koszykarz, występujący na pozycji rozgrywającego, laureat nagrody dla zawodnika, który poczynił największy postęp.
W 1988 wystąpił w meczu gwiazd amerykańskich szkół średnich - McDonald’s All-American.
W 1991 roku Chris Jackson przeszedł na Islam, dwa lata później zmienił oficjalnie swoje nazwisko na Mahmoud Abdul-Rauf.
Abdul-Rauf cierpi na syndrom Tourette’a – „zaburzenie neurologiczne charakteryzujące się przede wszystkim występowaniem licznych tików ruchowych i werbalnych”.
Zawodnik wywołał spore kontrowersje w lidze NBA, kiedy stwierdził, że jako muzułmanin nie będzie stał i oddawał hołdu fladze USA, podczas intonacji hymnu narodowego. Incydent miał miejsce na początku sezonu 1995/96. 12 marca 1996 komisarz NBA – David Stern zawiesił Raufa na jedno spotkanie w związku z zaistniałym zdarzeniem. Dwaj dni później obaj panowie wypracowali kompromis. Rauf miał stać podczas hymnu, jednak mógł mieć zamknięte oczy i spoglądać w dół, zamiast na flagę USA. Rauf odmawiał w tym czasie w myślach muzułmańską modlitwę.
Rauf zakrywał również logo firmy Nike na swoich butach. Zaczął to robić po przejściu na Islam, kiedy jego umowa wygasła, a on nie podpisał nowej, uzasadniając to swoją religią.

## Osiągnięcia
Na podstawie, o ile nie zaznaczono inaczej.

### NCAA
- Uczestnik turnieju NCAA (1989, 1990)
- 2-krotny zawodnik roku konferencji Southeastern (SEC – 1989, 1990)[6]
- Debiutant roku NCAA – USBWA National Freshman of the Year (1989)[7]
- Wybrany do:
  - I składu:
    - All-American (1989, 1990)[8]
    - SEC (1989)
    - najlepszych pierwszorocznych zawodników:
      - NCAA (1989)
      - SEC (1989)

  - II składu stulecia Louisiana Association of Basketball Coaches All-Louisiana

### NBA
- Zdobywca nagrody dla zawodnika, który poczynił największy postęp – NBA Most Improved Player Award (1993)[9]
- Wybrany do II składu debiutantów NBA (1991)[10]
- Lider w skuteczności rzutów wolnych:
  - sezonu zasadniczego (1994, 1996)[11]
  - play-off (1995)[12]
- Uczestnik konkursu wsadów podczas NBA All-Star Weekend (1993 – 6. miejsce)[13]

### Inne
Drużynowe
- Zdobywca Pucharu Rosji (2004)[14]
- Brązowy medalista mistrzostw Grecji (2007)
- Finalista Pucharu Turcji (1999)
- Uczestnik rozgrywek Euroligi (2006/07)[14]

Indywidualne
- Uczestnik meczu gwiazd:
  - FIBA EuroCup (2004)[14]
  - ligi włoskiej (2005)[14]
- Zaliczony do I składu japońskiej ligi BJ (2010)